# مكاك تبيتي
مكاك تبيتي (الاسم العلمي:Macaca thibetana ) (بالإنجليزية: Tibetan macaque)‏ هو نوع من الحيوانات يتبع جنس السعدان المكاك من فصيلة سعادين العالم القديم.